# Provincia del Ecuador (1917-2015)
Ecuador (en francés: Équateur) era una provincia en el noroeste del Congo Belga y la República del Congo que la sucedió, ahora conocida como República Democrática del Congo. Tuvo sus orígenes en el distrito de Ecuador del Estado Libre del Congo, propiedad privada del rey Leopoldo II de Bélgica. Se actualizó su estatus de provincia en 1917. Entre 1933 y 1947 recibió el nombre de Coquilhatville. En 1962 se dividió en tres provincias más pequeñas, pero se recombinaron en 1966. Desde entonces Ecuador fue una de las once provincias de la República Democrática del Congo hasta 2015, cuando se dividió en la nueva y más pequeña provincia de Ecuador, así como las provincias de Tshuapa, Mongala, Ubangi del Norte y Ubangi del Sur.
Situada al norte del país, la provincia limitaba con la República del Congo al oeste, la República Centroafricana al norte, al este con la provincia Oriental y al sur con las provincias de Kasai Oriental, Kasai Occidental y Bandundu. La palabra "Équateur" significa en francés "ecuador", que se encuentra a menos de 4 kilómetros (2,5 mi) al sur de la capital provincial de Mbandaka, una ciudad en el río Congo.

## Historia
El distrito de Ecuador fue creado por decreto de Leopoldo II el 1 de agosto de 1888, que definía los límites del Estado Libre del Congo y los once distritos, incluido Ecuador. Los primeros comisionados de distrito fueron nombrados el 27 de octubre de 1888. Al principio no había ningún comisionado para Ecuador, pero el 25 de junio de 1889 el gobernador general puso a Van Kerchhoven, sucesor de Camille Coquilhat, al mando del distrito de Ubangi y Uele con sede en Nouvelle-Anvers (antes estación de Bangala). El primer verdadero jefe de Ecuador fue Charles-François-Alexandre Lemaire (1863-1925), nombrado en diciembre de 1890. Trasladó la capital del distrito a la recién nombrada Coquilhatville.
En 1908, el estado de Bélgica anexó el Estado Libre del Congo como Congo Belga. En 1917 el distrito de Ecuador se convirtió en provincia de Ecuador bajo el mando de Georges Moulaert (1875-1958), quien se convirtió en vicegobernador general de la provincia el 20 de agosto de 1917. En 1933 la provincia pasó a llamarse provincia de Coquihatville, bajo un comisionado provincial. El primer comisionado fue J. Jorrissen. El 27 de mayo de 1947 la provincia recuperó el nombre de Ecuador/Evenaar. Se convirtió en provincia autónoma de la República del Congo el 30 de junio de 1960. El 14 de agosto de 1962 Ecuador se dividió en las provincias de Cuvette Central, Ubangi, y una parte administrada centralmente que se convirtió en Congo Medio el 5 de febrero de 1963.
El 25 de abril de 1966, Cuvette Central, Congo Medio y Ubangi se reunieron como provincia de Ecuador. En 2015, cuando se dividió nuevamente según los términos de la Constitución de 2006, formó cinco nuevas provincias:
- Ecuador, que consta de 103.902 km², con su capital en la ciudad de Mbandaka
- Mongala, que consta de 58.141 km², con su capital en la ciudad de Lisala
- Tshuapa, que consta de 132.957 km², con su capital en la ciudad de Boende
- Ubangui del Norte, que consta de 56.644 km², con su capital en la ciudad de Gbadolite
- Ubangi del Sur, que consta de 51.648 km², con su capital en la ciudad de Gemena

## Divisiones
Bajo la República Democrática del Congo, la provincia se dividió en las ciudades de Mbandaka, Gbadolite y Zongo y los distritos de Ecuador, Ubangi del Norte, Ubangi del Sur, Mongala y Tshuapa.
| Nombre        | Distrito         | Territorio    | Pop. 2010 | Coordinadas                   |
| ------------- | ---------------- | ------------- | --------- | ----------------------------- |
| Basankusu     | Ecuador          | Basankusu     | 27,492    | 1°14′N 19°48′E / 1.23, 19.80  |
| Befale        | Tshuapa          | Befale        | 3,723     | 0°28′N 20°58′E / 0.47, 20.97  |
| Bikoro        | Ecuador          | Bikoro        | 7,128     | 0°45′S 18°07′E / -0.75, 18.12 |
| Binga         | Mongala          | Binga         | 64,639    | 2°24′N 20°25′E / 2.40, 20.42  |
| Boende        | Tshuapa          | Boende        | 33,765    | 0°13′S 20°52′E / -0.22, 20.86 |
| Bokungu       | Tshuapa          | Bokungu       | 7,829     | 0°41′S 22°19′E / -0.68, 22.32 |
| Bolomba       | Ecuador          | Bolomba       | 4,252     | 0°29′N 19°12′E / 0.48, 19.20  |
| Bomongo       | Ecuador          | Bomongo       | 4,784     | 1°22′N 18°21′E / 1.37, 18.35  |
| Bongandanga   | Mongala          | Bongandanga   | 3,648     | 1°31′N 21°03′E / 1.51, 21.05  |
| Bosobolo      | Ubangi del Norte | Bosobolo      | 12,932    | 4°11′N 19°53′E / 4.19, 19.88  |
| Budjala       | Ubangi del Sur   | Budjala       | 21,259    | 2°39′N 19°42′E / 2.65, 19.70  |
| Bumba         | Mongala          | Bumba         | 103,328   | 2°11′N 22°28′E / 2.19, 22.46  |
| Businga       | Ubangi del Norte | Businga       | 32,590    | 3°20′N 20°52′E / 3.34, 20.87  |
| Gbadolite     | Ubangi del Norte | (ciudad)      | 48,083    | 4°17′N 21°01′E / 4.29, 21.02  |
| Gemena        | Ubangi del Sur   | Gemena        | 132,971   | 3°16′N 19°46′E / 3.26, 19.77  |
| Ikela         | Tshuapa          | Ikela         | 15,214    | 1°11′S 23°16′E / -1.18, 23.27 |
| Ingende       | Ecuador District | Ingende       | 3,951     | 0°15′S 18°57′E / -0.25, 18.95 |
| Kungu         | Ubangi del Sur   | Kungu         | 7,738     | 2°47′N 19°12′E / 2.78, 19.20  |
| Libenge       | Ubangi del Sur   | Libenge       | 23,962    | 3°40′N 18°37′E / 3.66, 18.62  |
| Lisala        | Mongala          | Lisala        | 79,235    | 2°08′N 21°31′E / 2.14, 21.51  |
| Lukolela      | Ecuador          | Lukolela      | 15,230    | 1°03′S 17°12′E / -1.05, 17.20 |
| Mbandaka      | Ecuador          | (ciudad)      | 324,236   | 0°02′N 18°16′E / 0.04, 18.26  |
| Mobayi-Mbongo | Ubangi del Norte | Mobayi-Mbongo | 5,413     | 4°18′N 21°11′E / 4.30, 21.18  |
| Monkoto       | Tshuapa          | Monkoto       | 8,640     | 1°38′S 20°39′E / -1.63, 20.65 |
| Yakoma        | Ubangi del Norte | Yakoma        | 11,720    | 4°06′N 22°26′E / 4.10, 22.43  |
| Zongo         | Ubangi del Sur   | (ciudad)      | 32,516    | 4°21′N 18°36′E / 4.35, 18.60  |